# Lauren Holiday
Lauren Nicole Holiday (nacida como Lauren Nicole Cheney; Indianápolis, Indiana, Estados Unidos, 30 de septiembre de 1987) es una exfutbolista estadounidense. Jugaba como delantera y su último equipo fue el F.C. Kansas City de la National Women's Soccer League de Estados Unidos.

## Clubes
| Club             | País           | Año         |
| ---------------- | -------------- | ----------- |
| Pali Blues       | Estados Unidos | 2009        |
| Boston Breakers  | Estados Unidos | 2010 - 2011 |
| F.C. Kansas City | Estados Unidos | 2013 - 2015 |

## Vida personal
Está casada, desde el 7 de julio de 2013, con el baloncestista profesional de la NBA, Jrue Holiday.  Se conocieron y empezaron la relación en 2008, cuando ambos iban a la universidad de UCLA.  Ellos tienen dos hijos: una hija llamada Jrue Tyler Holiday, nacida en septiembre de 2016, y un hijo nacido en 2020.

## Palmarés

### Campeonatos nacionales
| Título                         | Club             | País           | Año  |
| ------------------------------ | ---------------- | -------------- | ---- |
| National Women's Soccer League | F.C. Kansas City | Estados Unidos | 2014 |
| National Women's Soccer League | F.C. Kansas City | Estados Unidos | 2015 |

### Campeonatos internacionales
| Título                 | Equipo                      | Sede     | Año  |
| ---------------------- | --------------------------- | -------- | ---- |
| Torneo Cuatro Naciones | Selección de Estados Unidos | China    | 2007 |
| Juegos Olímpicos       | Selección de Estados Unidos | Pekín    | 2008 |
| Copa de Algarve        | Selección de Estados Unidos | Portugal | 2008 |
| Torneo Cuatro Naciones | Selección de Estados Unidos | China    | 2008 |
| Copa de Algarve        | Selección de Estados Unidos | Portugal | 2010 |
| Copa de Algarve        | Selección de Estados Unidos | Portugal | 2011 |
| Torneo Cuatro Naciones | Selección de Estados Unidos | China    | 2011 |
| Juegos Olímpicos       | Selección de Estados Unidos | Londres  | 2012 |
| Copa de Algarve        | Selección de Estados Unidos | Portugal | 2013 |
| Copa Mundial de Fútbol | Selección de Estados Unidos | Canadá   | 2015 |
| Copa de Algarve        | Selección de Estados Unidos | Portugal | 2015 |

### Distinciones individuales
| Distinción                                       | Año  |
| ------------------------------------------------ | ---- |
| Bota de Oro de la National Women's Soccer League | 2013 |
| Futbolista Femenina del año en Estados Unidos    | 2014 |